# Autry-le-Châtel
Autry-le-Châtel és un municipi francès, situat al departament del Loiret i a la regió de Centre. L'any 2007 tenia 1.032 habitants.

## Demografia

### Població
El 2007 la població de fet d'Autry-le-Châtel era de 1.032 persones. Hi havia 437 famílies, de les quals 118 eren unipersonals (71 homes vivint sols i 47 dones vivint soles), 157 parelles sense fills, 138 parelles amb fills i 24 famílies monoparentals amb fills.
La població ha evolucionat segons el següent gràfic:
Habitants censats

### Habitatges
El 2007 hi havia 534 habitatges, 443 eren l'habitatge principal de la família, 55 eren segones residències i 36 estaven desocupats. 524 eren cases i 8 eren apartaments. Dels 443 habitatges principals, 315 estaven ocupats pels seus propietaris, 109 estaven llogats i ocupats pels llogaters i 20 estaven cedits a títol gratuït; 5 tenien una cambra, 31 en tenien dues, 82 en tenien tres, 123 en tenien quatre i 202 en tenien cinc o més. 379 habitatges disposaven pel capbaix d'una plaça de pàrquing. A 184 habitatges hi havia un automòbil i a 228 n'hi havia dos o més.

### Piràmide de població
La piràmide de població per edats i sexe el 2009 era:
| Homes | Edats   | Dones |
| ----- | ------- | ----- |
| 0     | 95 o +  | 0     |
| 4     | 90 a 94 | 0     |
| 8     | 85 a 89 | 4     |
| 4     | 80 a 84 | 8     |
| 16    | 75 a 79 | 8     |
| 20    | 70 a 74 | 24    |
| 16    | 65 a 69 | 28    |
| 24    | 60 a 64 | 32    |
| 20    | 55 a 59 | 8     |
| 64    | 50 a 54 | 48    |
| 40    | 45 a 49 | 44    |
| 36    | 40 a 44 | 40    |
| 36    | 35 a 39 | 44    |
| 24    | 30 a 34 | 60    |
| 48    | 25 a 29 | 16    |
| 28    | 20 a 24 | 32    |
| 28    | 15 a 19 | 48    |
| 28    | 10 a 14 | 28    |
| 44    | 5 a 9   | 44    |
| 28    | 0 a 4   | 28    |

## Economia
El 2007 la població en edat de treballar era de 677 persones, 509 eren actives i 168 eren inactives. De les 509 persones actives 477 estaven ocupades (263 homes i 214 dones) i 32 estaven aturades (15 homes i 17 dones). De les 168 persones inactives 59 estaven jubilades, 52 estaven estudiant i 57 estaven classificades com a «altres inactius».

### Ingressos
El 2009 a Autry-le-Châtel hi havia 441 unitats fiscals que integraven 1.041 persones, la mediana anual d'ingressos fiscals per persona era de 18.396,5 €.

### Activitats econòmiques
Dels 40 establiments que hi havia el 2007, 1 era d'una empresa alimentària, 3 d'empreses de fabricació d'altres productes industrials, 7 d'empreses de construcció, 16 d'empreses de comerç i reparació d'automòbils, 5 d'empreses d'hostatgeria i restauració, 1 d'una empresa d'informació i comunicació, 2 d'empreses immobiliàries i 5 d'empreses de serveis.
Dels 10 establiments de servei als particulars que hi havia el 2009, 2 eren paletes, 2 lampisteries, 1 electricista, 2 empreses de construcció i 3 restaurants.
Dels 3 establiments comercials que hi havia el 2009, 1 era una botiga de més de 120 m², 1 una botiga de menys de 120 m² i 1 un drogueria.
L'any 2000 a Autry-le-Châtel hi havia 39 explotacions agrícoles que ocupaven un total de 3.200 hectàrees.

## Equipaments sanitaris i escolars
El 2009 hi havia 2 escoles elementals.
```
Disposava d'un centre d'ensenyament general superior privat.
```

## Poblacions més properes
El següent diagrama mostra les poblacions més properes.